# Suite Romantique (Boekel)
Suite Romantique is een compositie voor harmonieorkest van de Nederlandse componist Meindert Boekel.